# Gołąbek kunowy

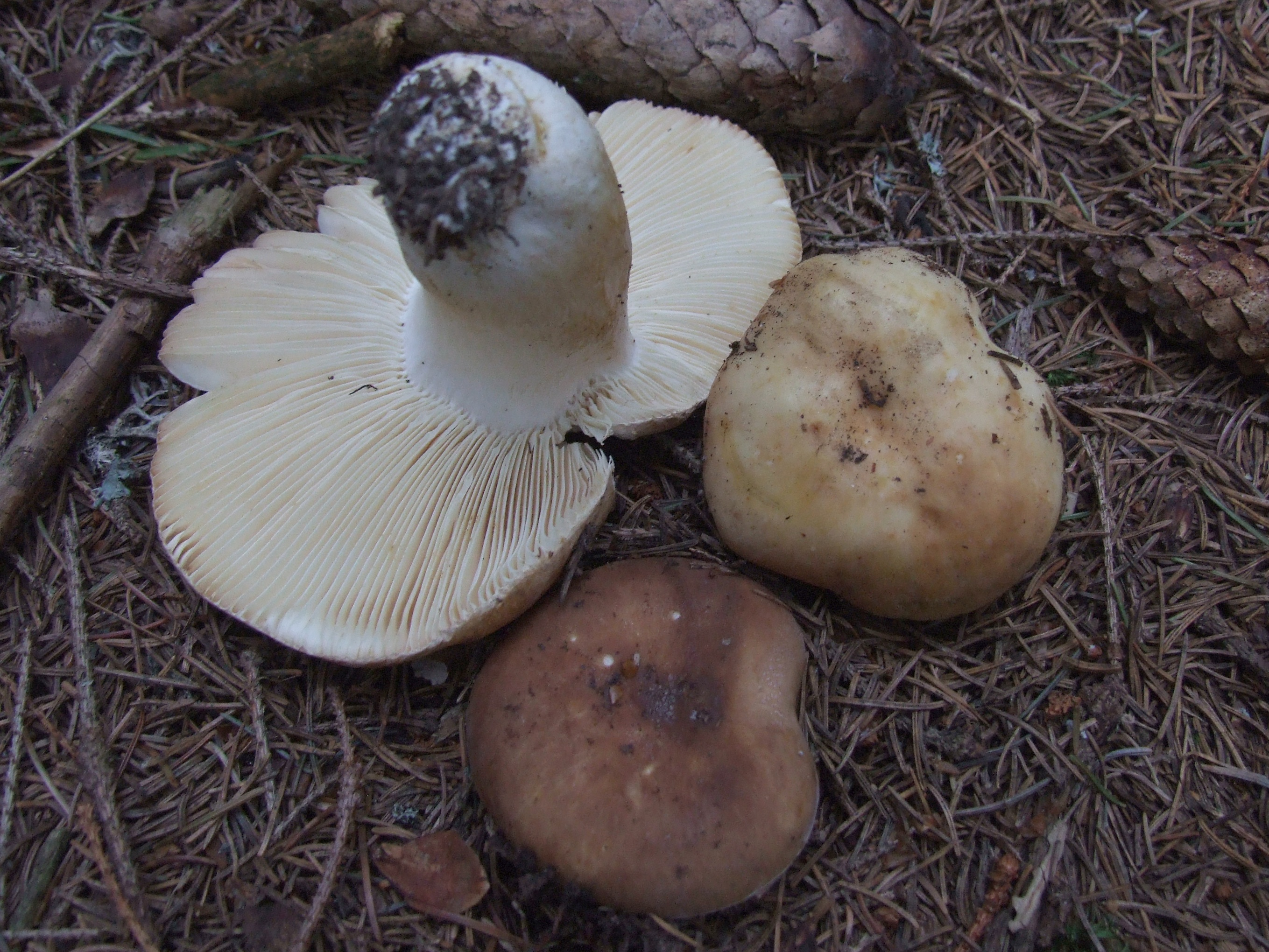

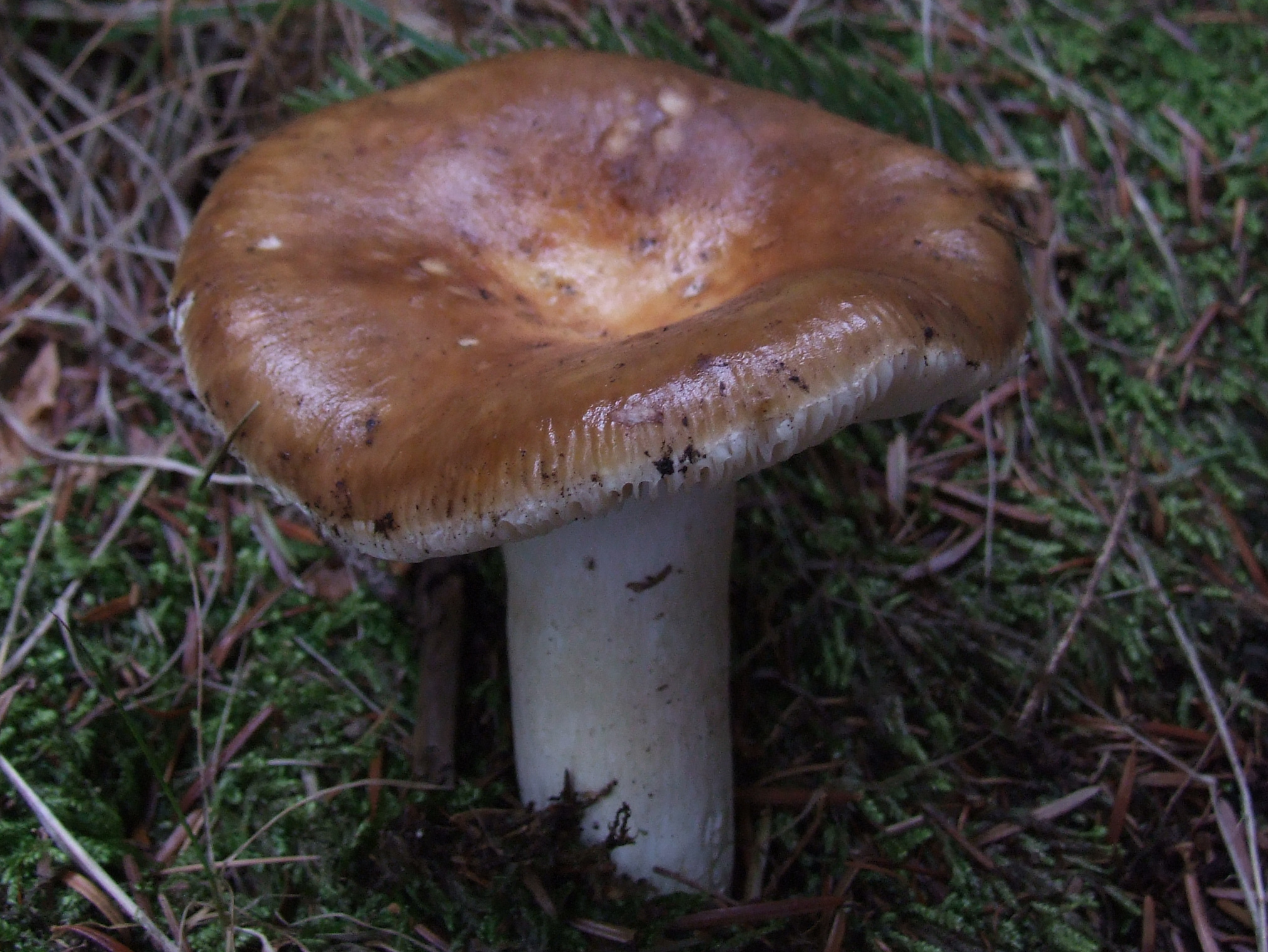

Gołąbek kunowy (Russula mustelina Fr.) – gatunek grzybów należący do rodziny gołąbkowatych (Russulaceae).

## Systematyka i nazewnictwo
Pozycja w klasyfikacji według Index Fungorum: Russula, Russulaceae, Russulales, Incertae sedis, Agaricomycetes, Agaricomycotina, Basidiomycota, Fungi.
Po raz pierwszy opisał go Elias Fries w 1838 r. Synonimy:
- Russula mustelina var. fulva Bon 1986
- Russula mustelina var. iodiolens Bon & H. Robert 1985

Polską nazwę podała Alina Skirgiełło w 1991 r.

## Morfologia
Kapelusz
Średnica 5–15 cm. Jest masywny i grubomięsisty, za młodu półkulisty, później łukowaty, w końcu płaski. Kolor od żółtobrązowego poprzez rdzawobrązowy do ciemnobrązowego, nigdy jednak nie występują odcienie koloru czerwonego. Skórka gładka, podczas suchej pogody sucha i matowa, podczas wilgotnej śliska i błyszcząca. Często przybrudzona jest cząstkami ziemi i ściółki leśnej (kapelusze rozwijają się dość głęboko w ziemi, a następnie rosnąc „brudzą się” cząstkami ziemi i ściółki).
Blaszki
Kruche, kremowożółte, czasami z brudnożółtymi plamkami, dość gęste. Przy trzonie kapelusza są wąskie, a przy jego brzegu szeroko zaokrąglone.
Trzon
Wysokość 4–6 cm, grubość 2–3 cm. Za młodu jest pałkowato zgrubiały, potem walcowaty. Jest masywny, koloru bladoochrowego, w środku już za młodu pusty.
Miąższ
Biały, twardy z czasem brązowiejący, bardzo ścisły i ciężki. Smak łagodny, zapach słaby.
Cechy mikroskopowe
Wysyp zarodników kremowy. Zarodniki o kształcie od kulistego do elipsoidalnego i rozmiarach 7–11 × 6–7 μm. Na powierzchni posiadają wyraźne grzebienie i niskie, tępe brodawki połączone rodzajem siateczki. Podstawki o rozmiarze 50-70 × 6 μm. Tępe lub wrzecionowate cystydy mają rozmiar 100 × 12 μm. Często posiadają kończyk na szczycie. Strzępki skorki są grube, przewody mleczne nieliczne.
Gatunki podobne
Dzięki charakterystycznej brązowej barwie (podobnej do prawdziwka) i masywnemu owocnikowi jest dość łatwy do rozpoznania. Podobny nieco jest gołąbek śmierdzący (Russula foetens), odróżnia go jednak duszący i nieprzyjemny zapach. Gołąbka kunowego można też pomylić z jadalnym gołąbkiem brudnożółtym (Russula ochroleuca). Nieco podobny jest także gołąbek słodkawy (Russula integra) rosnący na glebach wapiennych.

## Występowanie i siedlisko
Występuje w Europie, Ameryce Północnej i Środkowej. W Polsce jego rozprzestrzenienie nie jest dokładnie zbadane, nie jest jednak rzadki, w piśmiennictwie mykologicznym opisano wiele jego stanowisk. Częściej występuje w górach i na pogórzu.
Naziemny grzyb mykoryzowy. Rośnie w lasach iglastych i mieszanych, pod jodłami, bukami, świerkami i sosnami, najczęściej jednak pod świerkami. Owocniki pojawiają się od sierpnia do października. Preferuje kwaśne gleby; miejscami jest pospolity i masowo owocujący. Rośnie częściowo pod ziemią, stąd też jego kapelusze przybrudzone są ściółką i ziemią.

## Znaczenie
Smaczny i wydajny grzyb jadalny. Dla grzybiarzy jest cenny również z tego powodu, że jego miąższ nigdy nie jest zaczerwiony.